# Sociaaldemocratie
De sociaaldemocratie is van oorsprong een parlementair ingestelde variant van de bredere socialistische beweging, die door middel van verkiezingen en hervormingen van het kapitalisme tot een samenleving met meer gelijkheid wil komen. Sociaaldemocraten hebben in de twintigste eeuw een beslissende rol gespeeld in de West-Europese politiek en stonden aan de wieg van veel sociale wetgeving ten gunste van hun arbeidersachterban, in wat aangeduid wordt als de verzorgingsstaat.
Vooral in West-Europa is de term "socialisme" in de twintigste eeuw synoniem geworden met "sociaaldemocratie", al is socialisme eigenlijk een breder begrip dat zowel socialistische stromingen binnen en buiten het parlementair stelsel omvat (van sociaaldemocraten tot bijv. revolutionaire communisten en anarchisten). In hoeverre de sociaaldemocratie het gereguleerde kapitalisme kan omvormen tot een vorm van socialisme, of kan dienen tot als middel om van een kapitalistische samenleving tot een socialistische samenleving te komen is soms punt van discussie. Buiten Europa is de sociaaldemocratie sterk geweest in India en Israël.

## Geschiedenis
De voorgeschiedenis van de sociaaldemocratie is die van het bredere socialisme. Het woord sociaaldemocratie als naam voor het socialistische streven doet voor het eerst opgeld tijdens de opleving van de socialistische beweging in Duitsland, in de jaren 1860. Deze vroege sociaaldemocratie baseerde zich op zowel het klassieke marxisme als op de denkbeelden van Ferdinand Lassalle, met een organisatorische weerslag in de Sozialdemokratische Arbeiterpartei (marxistisch) en de Allgemeiner Deutscher Arbeiter-Verein (lasalleaans), die uiteindelijk fuseerden tot de Sozialdemokratische Partei Deutschlands. Na de dood van Lassalle in 1864, de publicatie van Das Kapital in 1867, en Marx' hernieuwde bemoeienis met de praktische politiek (in de Eerste Internationale) groeide de invloed van Marx en nam die van Lassalle af.
Hoewel een marxistisch-revolutionaire stroming binnen de Duitse sociaaldemocratie aanwezig bleef, vertegenwoordigd door onder anderen Wilhelm Liebknecht en Karl Kautsky, kreeg deze gezelschap van een reformistische stroming onder leiding van Eduard Bernstein. Deze bepleitte het socialisme op grond van liberale of christelijke waarden in plaats van het materialisme van de marxisten en wilde dit bewerkstelligen door geleidelijke hervorming van de kapitalistische maatschappij. Soortgelijke ideeën circuleerden in andere landen, zoals in Engeland, waar de Fabian Society een socialisme op basis van klassenverzoening propageerde. De diverse sociaaldemocratische partijen troffen elkaar vanaf 1889 in de Tweede Internationale.

### Scheiding van de communisten
In zijn geschrift Wat te doen? van 1902 houdt Vladimir Lenin een polemisch pleidooi voor een radicale revolutionaire houding van wat hij toen nog de sociaaldemocraten noemde. Kort nadien, in 1904, splitst de Russische Sociaaldemocratische Arbeiderspartij zich in bolsjewieken en minder radicale mensjewieken. 
De spanning tussen de marxistisch-revolutionaire en reformistische vleugels van de sociaaldemocratie leidde uiteindelijk tot een breuk tussen beide met het uitbreken van de Eerste Wereldoorlog. Een minderheid van de partijen binnen de Tweede Internationale, onder aanvoering van de Russische bolsjewieken, weigerde steun te verlenen aan een oorlog waarin de arbeidersklassen van diverse landen elkaar onder vuur zouden nemen. De meeste partijen lieten hun anti-oorlogsstandpunt echter varen en stelden zich op achter hun nationale regeringen.
Na de Oktoberrevolutie van 1917 werd de scheiding voltooid. De Russische Sociaaldemocratische Arbeiderspartij (Bolsjewieken), die de macht in Rusland wist te veroveren, hernoemde zich tot Russische Communistische Partij om zich te distantiëren van de sociaaldemocraten. In 1919 richtten de communisten hun eigen, Derde Internationale op. Lidmaatschap van deze organisatie vereiste eenzelfde naamswijziging, de reden waarom bijvoorbeeld de Nederlandse Sociaal-Democratische Partij zich in Communistische Partij Holland omdoopte. Binnen de sociaaldemocratie waren nu vooral nog de reformisten over.
Sleutelfiguren bij deze verschuiving waren de Russische prins Peter Kropotkin, César De Paepe van de Belgische Eerste Internationale en Jean Jaurès, leider van de Franse Socialistische Partij tot hij vermoord werd op 31 juli 1914, een dag voor de algemene mobilisatie voor de Eerste Wereldoorlog.

### Interbellum
De invoering van algemeen kiesrecht, in de meeste West-Europese landen zo rond de tijd van de Eerste Wereldoorlog, leverde de sociaaldemocraten niet de verwachte absolute meerderheid op, maar bracht op een aantal plaatsen wel sociaaldemocratische politici aan de macht: in de Duitse "Weimarrepubliek" werd de SPD'er Friedrich Ebert president, in Nederland leverde de SDAP een aantal wethouders in Amsterdam. Van dit "wethouderssocialisme" is Floor Wibaut een bekende vertegenwoordiger.

### Na de Tweede Wereldoorlog
De twee of drie decennia direct na de Tweede Wereldoorlog gelden achteraf als de glorietijd van de sociaaldemocratie. In samenwerking met christendemocraten wisten de sociaaldemocraten in de West-Europese landen de wederopbouw en de Marshallhulp te benutten om een "democratisch kapitalisme" op de zetten: gemengde economieën, waarin marktwerking gecorrigeerd werd door een beperkte mate van staatsplanning en herverdeling van de winsten. De ongekende economische groei van de periode werd gebruikt om sociale zekerheid mogelijk te maken in wat voortaan de verzorgingsstaat genoemd werd. Dit alles werd betaald door een combinatie van premies en hoge belastingen op zowel arbeid als kapitaal (winst, vermogen).
De ervaringen met het stalinisme in de Sovjet-Unie, de communistische machtsovernames in Oost-Europa en de door de VS gepropageerde Koude Oorlog-ideologie leidden tegelijkertijd tot een nog verdere breuk met de communisten. De laatsten vervulden voor de sociaaldemocraten nog hooguit een schrikbeeld, waarmee het westerse kapitaal tot verregaande concessies kon worden verleid. Voor economische inspiratie putten de sociaaldemocraten voortaan meer uit Keynes' voorspelling dat alleen een gedeeltelijke socialisering van de economie het kapitalisme in stand kon houden dan uit Marx' voorspelling van de ineenstorting van het systeem.

### Economische problemen en de derde weg
De economische groei in het westen stokte vanaf ca. 1970; tegelijk raakten de Europese sociaaldemocraten langzaam maar zeker een voornaamste bondgenoot, de vakbeweging, kwijt, doordat deze gestaag begon te krimpen. De industrialisering van veel Europese landen werd geleidelijk ongedaan gemaakt door de verplaatsing van productiewerk naar lagelonenlanden, terwijl belastingvlucht en aanverwante verschijnselen de overheidsinkomsten onder druk zetten. De sociaaldemocraten, die de regeringsmacht afwisselden met christendemocratische en liberale partijen, zagen zich voortaan genoodzaakt om sociale programma's te financieren met geleend geld.
Tegelijkertijd begon het "reëel bestaande socialisme" in het Oostblok scheuren te vertonen. Hoewel de definitieve ineenstorting van dit systeem nog tot eind jaren 80 op zich liet wachten, namen de sukkelende economieën en legitimiteitsproblemen van de Sovjet-Unie en haar satellietstaten de linksere sociaaldemocraten in het westen en de vakbonden de wind uit de zeilen. Planeconomieën werden voortaan gewantrouwd, vrij ondernemerschap werd gepropageerd als de enig mogelijke manier om groei tot stand te brengen en de mogelijkheid van een communistische revolutie in het westen was nu zo klein dat de angst ervoor geen effectief wapen meer was. Een verdere ideologische tegenslag was de verdrijving van de keynesiaanse theorie uit haar dominante positie in de economische wetenschap.
Als reactie op de crisis binnen de sociaaldemocratie kwam de rechter (centrum-)vleugel van de beweging met het idee van de "derde weg": waar eerder de sociaaldemocratie het midden tussen het Oostblok-socialisme en ongebreideld kapitalisme was, moest ze nu het midden vinden tussen haar eerdere positie en het opkomende neoliberalisme. Exponenten van deze derde weg waren de Britse Labour-regering onder Tony Blair, de paarse coalities onder Wim Kok in Nederland en het Neue Mitte (nieuwe midden) van de Duitse bondskanselier Schröder.
Vanaf de jaren 90 hebben sociaaldemocraten grotendeels neoliberaal economisch beleid gevoerd, hetzij uit overtuiging, hetzij uit (vermeende) noodzaak. Dit werpt de vraag op wat sociaaldemocratie aan het begin van de eenentwintigste eeuw nog inhoudt. Eén antwoord is dat "sociaaldemocratie is, wat sociaaldemocraten doen". Dit strookt met de al vroeg (bijv. door Kautsky) ingeziene noodzaak van een sterk kapitalisme: in tijden van recessie zullen sociale hervormingen een hogere belastingdruk opleveren die moeilijker te verantwoorden is tegenover de grootverdieners en kapitaalbezitters; de eisen moeten dan gematigd worden, willen de sociaaldemocraten aan de macht blijven. Aan de andere kant levert het een probleem op, namelijk dat de sociaaldemocratie in het uiterste geval niet meer van het liberalisme te onderscheiden is.

## Gedeelde punten van sociaaldemocraten wereldwijd
- Ondersteuning van particulier ondernemerschap, maar sterk gereguleerd om de belangen van werknemers, door middel van vakbonden en soms van consumenten en kleine bedrijven te beschermen.
- Een uitgebreid systeem van sociale zekerheid (zie verzorgingsstaat), vooral om armoede tegen te gaan en burgers te beschermen tegen verlies van inkomen door ziekte of werkloosheid.
- Zorgen voor onderwijs, gezondheidszorg en kinderopvang voor alle burgers door middel van overheidssubsidie.
- Belastingen (nodig om bovenstaande zaken te financieren), vooral voor de hogere inkomens.
- Vergaande wetten op sociaal gebied, zoals de instelling van een minimumloon, regels betreffende arbeidsomstandigheden (Arbo) en ontslagbescherming.
- Algemene steun voor milieuwetgeving, hoewel niet in dezelfde mate als de groenen.
- Algemene steun voor wetgeving tegen xenofobie, fundamentalistische standpunten, racisme en homofobie.
- Een buitenlands beleid gebaseerd op "internationale solidariteit".

## Verwezenlijkingen op vlak van welzijn en economie
Het World Happiness Report van de Verenigde Naties laat zien dat de gelukkigste landen geconcentreerd zijn in sociaaldemocratische landen, vooral in Noord-Europa, waar het Scandinavisch model dominant is.
In deze regio domineerden vergelijkbare arbeiders- en sociaaldemocratische partijen decennialang het politieke toneel en legden er de grond voor hun universalistische verzorgingsstaten in de 20e eeuw. De Scandinavische landen, waaronder Denemarken, Finland, IJsland, Noorwegen en Zweden, evenals Groenland en de Faeröer, scoren ook het hoogst op de maatstaven van het reële bbp per capita, economische gelijkheid, volksgezondheid, levensverwachting, iemand hebben om op te kunnen rekenen, gepercipieerde vrijheid om levenskeuzes te maken, vrijgevigheid, kwaliteit van leven en menselijke ontwikkeling, terwijl landen die een neoliberale regeringsvorm uitoefenen relatief slechtere resultaten hebben geboekt.
In vergelijkbare rapporten zijn Scandinavische en andere sociaaldemocratische landen eveneens genoemd als hoog gerangschikt op indicatoren zoals burgerlijke vrijheden, democratie, pers-, arbeids- en economische vrijheden, vrede en vrijheid van corruptie. Talrijke studies en enquêtes geven aan dat mensen gemiddeld gelukkiger te leven in landen die geregeerd worden door sociaaldemocratische partijen, vergeleken met landen die geregeerd worden door neoliberale, centristische of rechtse regeringen.

## Punten van kritiek op de sociaaldemocratie
Critici te rechterzijde van de sociaaldemocratie wijzen vaak op de inperking van de individuele vrijheid omdat iedereen, met name de minder gefortuneerden, gedwongen is de paden te volgen zoals die bepaald worden door het netwerk van sociale zekerheid, waarin de regels door de staat worden gemaakt. Kinderen kunnen bijvoorbeeld door de overheid betaald onderwijs krijgen, en misschien zelfs een gratis maaltijd op school, maar dit alleen als ze kiezen voor een door de overheid gefinancierde (openbare) school. Onder andere vanwege de hoge belastingen kunnen de meeste gezinnen het zich niet veroorloven hun kinderen naar privéscholen te sturen. Sommigen gaan zelfs zo ver te stellen dat de rol van de ouders is verschoven naar de staat of dat de verzorgingsstaat eigenlijk een cliëntelistische maatschappij is, omdat personen worden verzorgd door de staat van de wieg tot aan het graf. In het geval van een sociaaldemocratische verzorgingsstaat is er geen mogelijkheid om je als persoon aan de 'verzorgende' rol van de overheid te onttrekken.
Dezelfde critici stellen ook dat de overheid, die een winststreven ontbeert, inherent middelen verspilt en nooit zo efficiënt en succesvol als particuliere ondernemingen kan werken.
Critici ter linkerzijde, te beginnen met Rosa Luxemburg, hebben erop gewezen dat sociaaldemocraten het kapitalisme als zodanig niet alleen sparen, maar zelfs in stand houden. Ieder sociaaldemocratisch bewind is afhankelijk van het bedrijfsleven voor economische groei, waardoor het particuliere kapitaalbezit zijn machtspositie behoudt en kapitalisten kunnen kiezen om hervormingen alleen toe te staan als die hun belang (een stabiele economie, sociale vrede) dienen.

## Sociaaldemocratische partijen

### Sociaaldemocratie in de VS
In de Verenigde Staten zijn door de jaren heen vele sociaaldemocratische partijen ontstaan, maar de Amerikaanse bevolking heeft hen nooit de steun gegeven die sociaaldemocratische partijen in Europa hadden. De Democratische Partij voerde echter in het midden van de twintigste eeuw een met de Europese verzorgingsstaten vergelijkbaar sociaal beleid uit, te beginnen met de New Deal van president Franklin Delano Roosevelt.
De Vermont Progressive Party is de op de twee na grootste partij van het land, gemeten naar aantal volksvertegenwoordigers, en is grotendeels sociaaldemocratisch gericht. De onafhankelijke Bernie Sanders is een bekende socialist in het Congres.